# Bernardino Muttoni
Bernardino Muttoni detto il vecchio (Verona, ... – ...; fl. XVII secolo) è stato un pittore italiano attivo a Verona intorno alla prima metà del XVII secolo.

## Biografia
Dipinse ad affresco, spesso insieme con il figlio Bernardo, per molti chiostri dei monasteri. Le sue lunette affrescate decorano il chiostro di San Fermo Maggiore con i fatti della vita di Sant'Antonio da Padova. Nel chiostro di chiesa di Sant'Eufemia le gesta di Sant'Agostino, ciclo completato dal figlio, come rilevato da Giovanni Battista Lanceni, in quanto probabilmente morto. Realizzò anche le lunette dei chiostri di Santa Maria della Scala, della chiesa dei Frati Minori Osservanti di Bussolengo e di quello della chiesa di San Tomaso Cantuariense in cui rappresentò in un ciclo pittorico la Vita e miracoli di Sant'Alberto e Sant'Angelo.